# リリィさよなら。
リリィ、さよなら。（Lily, Sayonara. 1991年7月18日 - ）は、日本の熊本県出身のヒロキによるソロプロジェクト。シンガーソングライター、作詞家、作曲家。

## 経歴

### 幼少期から上京まで
熊本県で生まれ育ち、中高時代はシンガーソングライターとして地元で活動。1991年生まれのヒロキは、2013年に大学進学のため上京し、慶應義塾大学を卒業後、「リリィ、さよなら。」としての活動を開始した。

### デビューと初期の活動 (2013年 - 2015年)
2013年11月には「約束」、2014年1月には「ナイト・トレイン」を配信限定でリリース。2014年7月から10月にかけて放送されたテレビ朝日『musicる TV』の音楽作家発掘プロジェクト「ミリオン連発音楽作家塾(第二期)」に出演し、超特急の楽曲「EBiDAY EBiNAI」で作家デビューを果たした（オリコンウィークリーチャート7位を記録）。
2015年2月25日、自身初となるCDとして1stミニアルバム『リリィ、さよなら。』をリリース。収録曲「snow～君がくれた物語～」は文化放送『リッスン? 〜Live 4 Life〜』2月度後期EDとして起用された。同年3月には、初のワンマンライブを東京（渋谷gee-ge.）と熊本（熊本B.9 V3）で開催し、両公演ともソールドアウトとなった。
2015年10月21日には2ndミニアルバム『ハッピーエンドで会いましょう』をリリース。リードトラック「フラッシュバック」は『首都圏ラジオ7局スーパープッシュ』第3弾楽曲に選定され、首都圏の民放AM・FMラジオ7局で大量にオンエアされた。

### 全国的な活動と中国での人気 (2016年 - 2019年)
2016年6月22日、3rdミニアルバム『どうして君は世界で一人』をリリース。主要配信サイトでリアルタイムチャート総合4位、J-POPチャート3位を記録し、旧作2タイトルも同時にチャートインする異例のセールスを記録した。このアルバムを引っ提げて行われたリリースツアー『どうして僕は世界で一人TOUR2016』では、大阪・JANUS、地元・熊本B9 v2、東京・渋谷 duo MUSIC EXCHENGEの全公演がソールドアウト。ツアーの反響を受け、2017年3月には名古屋、大阪、東京でアンコールツアーを開催し、これもソールドアウトとなった。東京公演には声優の増田俊樹と三澤紗千香をゲストに迎え、朗読シーンを加えた特別なライブとなった。
前述の公演を再現したコンセプトミニアルバム『僕らのポラリス』を2017年6月21日にリリース。増田俊樹と三澤紗千香による朗読シーンも収録され、楽曲の世界観をより深く感じられる作品となった。今作のリリースを記念して、宮城、熊本、福岡、愛知、大阪、東京の6都市を回る全国ツアーを成功させた。
2018年、所属事務所であったビクターミュージックアーツを退所し、フリーでの活動を開始。同年7月にはフジテレビ系列『Love Music』の若手アーティスト紹介コーナー『Come music』で紹介された。7月18日には、2年ぶりとなる4枚目のオリジナルミニアルバム『愛する以外になかったからさ』をセルフレーベルからリリース。このアルバムは「再生」をテーマとし、音楽活動を継続する決意が込められた作品となり、初のオリコンTOP100入りを果たした。
2019年1月、音楽ストリーミング配信を中心に中国での人気が高まっていることを受け、中国・上海の瓦肆VAS SHANGHAIで単独ライブを開催。500名を動員し、プレミアムチケットを含めソールドアウトとなり、初の海外ライブを成功させた。同年4月には、アコースティックソロライブ『花束』を東京と大阪で開催。このライブで初披露された「Clover (naked version)」を同月、世界配信リリース。中国最大手配信サイト「QQ音楽」の邦楽チャートで、5月2日と5月9日に1位を記録した。1st mini AL『リリィ、さよなら。』、2nd mini AL『ハッピーエンドで会いましょう』、3rd mini AL『愛する以外になかったからさ』の世界配信も開始された。
1stミニアルバム『リリィ、さよなら。』収録の「ハルノユキ」は中国で人気を博し、中国人アーティストの陈乐一（weiboフォロワー30万人）にカバーされた。また、汪苏泷（weiboフォロワー700万人）が「約束」の中国語バージョンをリード曲にアルバムをリリースするなど、中国での知名度をさらに高めた。
2019年8月7日、5枚目のミニアルバム『最終話までそばにいて』をリリース。リリースツアーでは、熊本、代々木、大阪を巡り、ファイナルはバンド編成でのワンマンライブを羽田空港国際ターミナルにて開催した。同年大晦日には、故郷・熊本のテーマパーク『グリーンランド』で開催されたカウントダウンイベント『COWNTDOWN PARTY 2020』に出演した。

### コロナ禍以降の活動 (2020年 - 現在)
2020年2月12日、デジタルバンドルアルバム「サイドストーリー」をリリース。これまで限定的にしか聴けなかった楽曲を収録した「Bサイド・ベスト」のような作品である。中国で活躍する歌手の汪苏泷の「那个男孩」を日本語でカバーし、「in my youth」というタイトルで収録した。今作のリリースと活動5周年を記念して大阪と東京で開催予定だったワンマンライブ『サイドストーリーじゃなかった』は、新型コロナウイルス感染症の影響により中止となった。しかし同年5月、ライブハウス側からの提案で無観客配信ライブが実現し、ライブハウスから画面を通して音楽を届けた。同年7月18日には、誕生日ワンマンライブを渋谷で開催した。
2021年7月から10月にかけて、自身初となるクラウドファンディングを実施。人気曲「フラッシュバック」にまつわる3つの企画（①フルサイズの実写MV制作、②続編ともいえる"新曲"の配信リリース&MV公開、③実写MVでは描かれなかった世界のアニメMV制作）を行い、目標金額を達成した。②で掲げた"新曲"「ハッピー ノー エンディング」は、2021年10月20日にデジタルリリースされた。
2023年3月14日には、シングル「指輪」を配信リリース。これまで一部のライブで披露されていた楽曲が音源化され、自身初のウェディングソングとなった。8月20日にリリースされた配信シングル「夏の匂い(remaster)」は、リリィが15歳の時に初めて作った楽曲であり、「原点」「始まり」となった曲である。

## 中国での活動
中国の音楽ストリーミングサービスで高い人気を誇り、QQ音楽の邦楽チャートで1位を獲得した実績もある。中国人アーティストによる楽曲カバーも多数行われている。

## ディスコグラフィー

### ミニアルバム
|     | 発売日         | タイトル                     | 規格品番  | 収録曲 |
| --- | -------------- | ---------------------------- | --------- | --- |
| 1st | 2015年2月25日  | リリィ、さよなら。           | VMAN-003  | 1. snow ～君がくれた物語～ 2. ハルノユキ 3. 流星ドライブ 4. きみの匂い 5. ジュブナイル 6. 約束(ボーナストラック)         |
| 2nd | 2015年10月21日 | ハッピーエンドで会いましょう | VMAN-004  | 1. フラッシュバック 2. 美女も野獣 3. 未送信のラブソング 4. 時間よとまれ 5. 君がいなくなっても 6. 恋愛進化論              |
| 3rd | 2016年6月22日  | どうして君は世界で一人       | VMAN-007  | 1. シアワセな機械 2. メロディー 3. 春色の彼女 4. ミスターカメレオン 5. 花びら 6. 夢が叶ってしまっても                    |
| 4th | 2018年7月18日  | 愛する以外になかったからさ   | POCS-1714 | 1. やさしい恋の始めかた 2. ハンドメイド 3. オーバーラップ 4. 雨の中のラブソング 5. ありがとうの唄 6. 素晴らしい旅        |
| 5th | 2019年8月07日  | 最終話までそばにいて         | POCS-1816 | 1. その手にふれたあの日から 2. 甘い生活 3. Lovin' you? 4. Your best friend 5. コールドスリープ 6. Clover 7. モラトリアム |

### コンセプトミニアルバム
| 発売日         | タイトル       | 規格品番 | 収録曲 |
| -------------- | -------------- | -------- | --- |
| 2017年06月21日 | 僕らのポラリス | VMAN-016 | 1. chapter1 2. 僕のポラリス 3. chapter2 4. ハルノユキ from polaris 5. chapter3 6. 流星ドライブ from polaris 7. chapter4 8. きみの匂い from polaris 9. chapter5 10. snow～君がくれた物語～ from polaris 11. chapter6 12. 卒業前夜 |

### 配信限定
シングル
| 発売日         | タイトル                                |
| -------------- | --------------------------------------- |
| 2013年11月6日  | 約束                                    |
| 2014年1月29日  | ナイト・トレイン                        |
| 2016年3月2日   | 春色の彼女                              |
| 2016年4月20日  | シアワセな機械                          |
| 2017年4月12日  | ハルノユキ from polaris                 |
| 2019年4月24日  | Clover (naked version)                  |
| 2021年10月20日 | ハッピー ノー エンディング              |
| 2023年3月14日  | 指輪                                    |
| 2023年8月20日  | 夏の匂い (CITY ver.) [2023年リマスター] |
| 2023年9月13日  | にたものどうし                          |
| 2024年6月30日  | 世界中が雨だったら (New ver.)           |
| 2024年7月18日  | カランコロン feat.江嶋綾恵梨            |
| 2025年5月27日  | 新月に逢いましょう feat.江嶋綾恵梨      |
| 2025年6月6日   | アイル                                  |
| 2025年7月21日  | 起き抜けのラブソング feat.江嶋綾恵梨    |

アルバム
| 発売日        | タイトル         | 収録曲 |
| ------------- | ---------------- | --- |
| 2020年2月12日 | サイドストーリー | 1. in my youth 2. エピローグ 3. ナイト・トレイン 4. 流星群の降る丘で 5. Good morning beautiful 6. 傷だらけの唄 (Acoustic Ver.) 7. 百合丘 8. 首すじごしのアイラブユー 9. あの日の未来 10. 猫になる 11. 約束 |

## これまでのライブ・コンサート
| 開催日         | イベント名                                                 | 会場                                                | 備考 |
| -------------- | ---------------------------------------------------------- | --------------------------------------------------- | --- |
| 2025年8月10日  | 中国3都市ツアー                                            | 中国・深圳                                          | ワンマン |
| 2025年8月9日   | 中国3都市ツアー                                            | 中国・広州                                          | ワンマン |
| 2025年8月8日   | 中国3都市ツアー                                            | 中国・上海                                          | ワンマン |
| 2025年8月1日   | 三年坂 夜市                                                | 三年坂通り（熊本県）                                | イベント |
| 2025年3月25日  | LIGHTのすゝめ CIRCUIT                                      | LIGHTのすゝめ CIRCUIT 会場（東京都）                | サーキットフェス |
| 2024年12月16日 | Lily’s Xmas&Year End Party♡                                | Oji Music Lounge（東京都）                          | |
| 2024年10月14日 | 新月~Romance Dawn~                                         | Oji Music Lounge（東京都）                          | Guest. 江嶋綾恵梨 |
| 2023年10月21日 | リリィさよなら。バンドワンマン 2023 -蘇生-                 | LIVE HOUSE APIA40（東京都）                         | ワンマン |
| 2023年10月7日  | Eggs presents FM802 MINAMI WHEEL 2023 25th ANNIVERSARY     | FootRock&BEERS（大阪府）                            | サーキットフェス |
| 2023年9月13日  | FM FUJI「Music Spice!」 presents ～THE RADIO!～            | 下北沢CLUB Que（東京都）                            | |
| 2023年4月16日  | KNOCKOUT FES 2023 spring                                   | 空き地（東京都）                                    | |
| 2021年1月15日  | 吉祥寺SHUFFLE×Skream!"STAY ALIVE!"vol.1                    | 吉祥寺SHUFFLE（東京都）                             | |
| 2020年11月1日  | リリィ、さよなら。配信ライブ『これが夜明けであってほしい』 | Shibuya gee-ge.（東京都）                           | 配信ライブ |
| 2020年8月22日  | リリィ、さよなら。「愛わずらい」                           | 配信ライブ                                          | |
| 2020年1月16日  | .switch presents 「Exceed Limit」                          | 恵比寿天窓.switch（東京都）                         | |
| 2019年12月8日  | 下北沢にて'19                                              | ReG（東京都）                                       | サーキットフェス |
| 2019年11月10日 | SPECIAL LIVE 2019「最終話までそばにいて」                  | TIAT SKY HALL（東京都）                             | ワンマン |
| 2019年10月24日 | 「最終話までそばにいて」リリースツアー                     | GANZ toi, toi,toi（大阪府）                         | ワンマン |
| 2019年10月14日 | 1stファンミーティング『リリ友の会 後編』                   | 北参道ストロボカフェ（東京都）                      | ワンマン |
| 2019年9月28日  | 1stファンミーティング『リリ友の会 前編』                   | 北参道ストロボカフェ（東京都）                      | |
| 2019年9月26日  | 「最終話までそばにいて」リリースツアー                     | Django（熊本県）                                    | |
| 2019年4月17日  | Around and Around!!!                                       | 下北沢Laguna（東京都）                              | |
| 2019年3月16日  | HAPPY JACK 2019 H-FINAL EDITION LIVE CIRCUIT               | ぺいあのPLUS（熊本県）                              | |
| 2018年11月17日 | SHIMOKITAZAWA SNAZZY TUNES                                 | 下北沢MOSAiC（東京都）                              | |
| 2018年10月21日 | 大柴広己×Zepp Diver City presents『SSW18-EAST』            | Zepp DiverCity（東京都）                            | |
| 2018年9月29日  | あなたが愛した                                             | Shibuya gee-ge.（東京都）                           | ワンマン |
| 2018年9月24日  | 僕らが愛した                                               | Shibuya gee-ge.（東京都）                           | ワンマン |
| 2018年6月2日   | SAKAE SP-RING 2018                                         | HeartLand（愛知県）                                 | サーキットフェス |
| 2017年10月9日  | MINAMI WHEEL 2017                                          | FootRock & BEERS（大阪府）                          | サーキットフェス |
| 2017年8月22日  | "僕らのポラリス"TOUR2017                                   | Mt.RAINIER HALL SHIBUYA PLEASURE PLEASURE（東京都） | |
| 2017年8月19日  | "僕らのポラリス"TOUR2017                                   | Music Club JANUS（大阪府）                          | |
| 2017年8月18日  | "僕らのポラリス"TOUR2017                                   | 名古屋SPADE BOX（愛知県）                           | |
| 2017年8月6日   | "僕らのポラリス"TOUR2017                                   | INSA（福岡県）                                      | |
| 2017年8月5日   | "僕らのポラリス"TOUR2017                                   | 熊本B.9 V2（熊本県）                                | |
| 2017年7月29日  | "僕らのポラリス"TOUR2017                                   | LIVE HOUSE enn 2nd（宮城県）                        | |
| 2017年6月3日   | SAKAE SP-RING 2017                                         | sunset BLUE（愛知県）                               | サーキットフェス |
| 2017年5月21日  | 柏MUSIC SUN 2017                                           | 柏04（千葉県）                                      | |
| 2017年4月16日  | トアロード・アコースティック・フェスティバル2017           | STUDIO KIKI（兵庫県）                               | |
| 2017年3月28日  | どうして僕は世界で一人アンコールTOUR2017                   | Mt.RAINIER HALL SHIBUYA PLEASURE PLEASURE（東京都） | |
| 2017年3月25日  | どうして僕は世界で一人アンコールTOUR2017                   | Music Club JANUS（大阪府）                          | |
| 2017年3月24日  | どうして僕は世界で一人アンコールTOUR2017                   | 伏見JAMMIN'（愛知県）                               | |
| 2017年3月20日  | スガシカオ in 熊本城 復興応援ライブ                        | 熊本城二の丸ステージ（熊本県）                      | 出演：スガシカオ / O.A リリィ、さよなら。 |
| 2017年3月18日  | HAPPY JACK 2017                                            | ぺいあのPLUS（熊本県）                              | サーキットフェス |
| 2016年12月3日  | TOMOZO presents"衣食住音 vol.16 横浜編"                    | 横浜BAY JUNGLE（神奈川県）                          | 対バン：オレスカバンド / Su凸ko D凹koi / デフォルメニッポン / 加速するラブズ / リリィ、さよなら。 / ユレニワ / YAJICO GIRL / kobore / The Lump of Sugar / Althea / 室井雅也 |
| 2016年11月17日 | 喜℃愛楽(きどあいらく)                                      | 下北沢GARDEN（東京都）                              | 対バン：眠らない兎 / ハンドレッド / リリィ、さよなら。 / キャラメルペッパーズ                                                                                               |
| 2016年10月10日 | MINAMI WHEEL 2016                                          | 心斎橋Live House Pangea（大阪府）                   | サーキットフェス |
| 2016年9月25日  | どうして僕は世界で一人 TOUR2016                            | duo MUSIC EXCHANGE（東京都）                        | ワンマン |
| 2016年9月18日  | どうして僕は世界で一人 TOUR2016                            | Music Club JANUS（大阪府）                          | ワンマン |
| 2016年7月31日  | 音霊 OTODAMA SEA STUDIO 2016「OVER THE HORIZON 2016」      | 由比ガ浜OTODAMA SEA STUDIO（神奈川県）              | フェス：どぶろっく / Blu-BiLLioN / 佐香智久 / リリィ、さよなら。 / 上北健                                                                                                   |
| 2016年6月4日   | SAKAE SP-RING 2016                                         | HeartLand（愛知県）                                 | サーキットフェス |
| 2016年4月17日  | トアロード・アコースティック・フェスティバル 2016          | ARTRIUM（兵庫県）                                   | サーキットフェス |
| 2015年11月12日 | 2ndミニアルバム「ハッピーエンドで会いましょう」レコ発      | duo MUSIC EXCHANGE（東京都）                        | ワンマン |
| 2015年10月11日 | MINAMI WHEEL 2015                                          | 南堀江Knave（大阪府）                               | サーキットフェス |
| 2015年7月18日  | バースデー企画                                             | clubEARTH（東京都）                                 | ゲスト：丸山翔哉 / 佐々木萌 |
| 2015年7月13日  | POP REMAINS                                                | duo MUSIC EXCHANGE（東京都）                        | |
| 2015年5月20日  | THE LIBRARY vol.20                                         | duo MUSIC EXCHANGE（東京都）                        | 対バン：キクチリョウタ / リリィ、さよなら。 / 暮部拓哉 / Ryu Matsuyama |
| 2015年4月4日   | [sakura]                                                   | 渋谷CLUB CRAWL（東京都）                            | 対バン：サイダーガール / BARICANG / ハチミツシンドローム/リリィ、さよなら。/VOI SQUARE CAT/オトループ/The Cheserasera                                                       |
| 2015年3月29日  | 1stミニアルバム「リリィ、さよなら。」リリースツアー        | 熊本B.9 V2（熊本県）                                | ワンマン |
| 2015年3月21日  | 1stミニアルバム「リリィ、さよなら。」リリースツアー        | Shibuya gee-ge.（東京都）                           | ワンマン |
| 2015年3月7日   | 1stミニアルバム「リリィ、さよなら。」リリースツアー        | DOMe柏（千葉県）                                    | ゲスト：サイダーガール / mimitto / BOYS END SWING GIRL / SHiNNOSUKE(ROOKiEZ is PUNK'D)                                                                                      |

## 楽曲提供
| リリース日     | アーティスト名                       | 楽曲名                                           |
| -------------- | ------------------------------------ | ------------------------------------------------ |
| 2018年5月9日   | たぴみる                             | ロンリーコール                                   |
| 2018年5月26日  | 中川美優(まねきケチャ)               | 0.2mlの割り物                                    |
| 2018年12月12日 | ROOT FIVE                            | グッドラック・ジャーニー                         |
| 2018年12月26日 | たぴみる                             | ランナーズクライ                                 |
| 2019年3月27日  | Bitter&Sweet                         | ラブストーリーは始まらない                       |
| 2019年5月22日  | COLOR CREATION                       | シンデレラじゃない僕でも                         |
| 2019年5月24日  | 陈乐一                               | 春之雪                                           |
| 2019年6月2日   | 中川美優(まねきケチャ)               | 一次会から行きたい                               |
| 2019年8月28日  | ROOT FIVE                            | 僕のBrand new days                               |
| 2019年10月28日 | 汪蘇瀧                               | 致曾來過的你                                     |
| 2019年11月11日 | 虹色の飛行少女                       | New Flight                                       |
| 2020年1月31日  | COLOR CREATION                       | ハローグッバイ。                                 |
| 2020年5月2日   | タイトル未定                         | 踏切                                             |
| 2020年5月12日  | タイトル未定                         | いつか                                           |
| 2020年5月20日  | タイトル未定                         | 主題歌                                           |
| 2020年7月1日   | 中川美優(まねきケチャ)               | Hangover Love                                    |
| 2020年10月21日 | タイトル未定                         | ガンバレワタシ                                   |
| 2021年5月15日  | タイトル未定                         | 青春群像                                         |
| 2021年6月9日   | 26時のマスカレイド                   | 10年分のフォトグラフ                             |
| 2022年3月2日   | Liella!(ラブライブ!スーパースター!!) | 青空を待ってる                                   |
| 2022年5月14日  | 中川美優(まねきケチャ)               | 今夜もオンライン                                 |
| 2022年6月17日  | SIN                                  | Wish                                             |
| 2022年7月30日  | タイトル未定                         | 蜃気楼                                           |
| 2022年8月24日  | 神戸・清盛隊                         | サネカズラ                                       |
| 2022年9月28日  | BEYOOOOONDS                          | Never Never know～コメ派とパン派のラブウォーズ～ |
| 2023年2月28日  | CulTV                                | STARtAGAIN                                       |
| 2023年8月23日  | ペルピンズ                           | タイムマシン                                     |
| 2023年9月13日  | タイトル未定                         | にたものどうし                                   |
| 2023年12月13日 | KinKi Kids                           | FREAKY FUNKY NIGHT                               |
| 2023年12月13日 | 町田ちま                             | つぎはぎどうし                                   |
| 2024年1月26日  | 手嶌葵                               | はなまる                                         |
| 2025年2月16日  | あらと                               | 待雪草                                           |